# Dirección General de Fabricaciones Militares
Dirección General de Fabricaciones Militares (DGFM) — объединение предприятий военно-промышленного комплекса Аргентины под управлением министерства обороны.

## История
После начала второй мировой войны 4 сентября 1939 года Аргентина объявила о своём нейтралитете.
В связи с необходимостью увеличить объемы производства вооружения и иной продукции военного назначения в условиях осложнения международной обстановки по распоряжению правительства страны 8 октября 1941 года было создано главное управление военной промышленности.
После японской атаки на военно-морскую базу США в Перл-Харборе 7 декабря 1941 года и вступления США в войну отношения Аргентины с США осложнились в связи с нежеланием правительства Аргентины участвовать в войне в составе Антигитлеровской коалиции, в результате США ввели эмбарго на поставки вооружения в Аргентину. Эти события способствовали активизации усилий Аргентины по развитию собственной военной промышленности (DGFM).
После окончания войны объемы выпуска военной продукции были уменьшены, производственные мощности были переориентированы на выпуск изделий гражданского назначения.
После подписания в 1947 году в Рио-де Жанейро Межамериканского договора о взаимной помощи военное и военно-техническое между США и Аргентиной усилилось, в стране было освоено производство некоторых образцов вооружения и боеприпасов американского образца.
В первой половине 1950х годов на оружейном заводе «Fabrica Militar de Armas Portatiles „D.M.“ Rosario D.G.F.M.» было освоено производство конструктивного аналога американского пистолета-пулемёта M3A1.
В 1967 году DFGM подписала соглашение с бельгийской компанией FN, после чего в 1969 году на оружейном заводе «Fabrica Militar de Armas Portatiles „D.M.“ Rosario D.G.F.M.» началось производство пистолетов Browning Hi-Power (для замены находившихся на вооружении армии и полиции пистолетов Colt M1911A1).
В декабре 2016 года DGFM подписала соглашение с итальянской компанией «Beretta» о производстве по лицензии пистолетов Beretta Px4 Storm и автоматов ARX-200.